# Luksemburska liga w hokeju na lodzie (1997/1998)
Luksemburska liga w hokeju na lodzie (1997/1998) – drugi sezon Luksemburskiej ligi w hokeju na lodzie. Tytuł mistrza Luksemburga obroniła drużyna Tornado Luksemburg zdobywając drugi tytuł z rzędu. Wicemistrzami został Lokomotive Luxembourg, trzecie miejsce zajęli Rapids Remich, a czwarte IHC Beaufort.
| Lp. | Klub                  |
| --- | --------------------- |
| 1.  | Tornado Luxembourg    |
| 2.  | Lokomotive Luxembourg |
| 3.  | Rapids Remich         |
| 4.  | IHC Beaufort          |